# Peeselin
Peeselin ist ein Ortsteil der Gemeinde Hohenmocker im Nordosten des Landkreises Mecklenburgische Seenplatte. Die Gemeinde liegt südlich von Demmin. Sie gehört dem Amt Demmin-Land an, das seinen Verwaltungssitz in der Stadt Demmin hat.

Peeselin zwischen 1880 und 1920

## Geografie
Peeselin liegt 12 km südöstlich von Demmin und 16 km nordwestlich von Altentreptow. Durch das Gebiet fließt der Strehlower Bach, welcher später bei der Leistenower Mühle in den Augraben mündet. Die Gemeinde liegt auf einer zerschnittenen Hochfläche von 40 bis 50 m über NHN.
Nördlich des Strehlower Baches verläuft der Oser von Hohenbrünzow bis südlich von Hohenmocker über 2,5 km dicht an Sternfeld vorbei, dort wurden viele Sandgruben genutzt.

## Geschichte
Erstmalige Erwähnung fand Peeselin als Perselyn in einer Schenkungsurkunde des Pommernherzogs Wartislaw III. vom 3. November 1237. In dieser verlieh er dem Kloster Reinfeld im Holsteinischen das Dorf seines ehemaligen Kämmerers Dobislaw.
Möglicherweise geht der Name Peeselin auf die Nutzung des Landgutes als Fischteich zurück (von lat. piscina = Fischteich oder Schwimmbecken).
Die schwedischen Matrikelkarten von 1696 zeigen den Ort mit 7 Gebäuden. Das Dorf lag langgestreckt von Südost nach Nordwest am Dorfteich.
Im 18. Jahrhundert wurde Peeselin als Domänenvorwerk mit Dorf bezeichnet, der Ort beheimatete 4 Halbbauern davon einen Müller, 2 Büdner, einen Schäfer und einen Schullehrer.
1835 wurde der Ort im Gegensatz zur Matrikelkarte von 1696 in dem preußischen Urmesstischblatt (PUM) mit einem Gut am Südostende sowie das Dorf mit wesentlich mehr Bebauung aufgezeichnet. Die Holländerwindmühle befand sich am südöstlich Ortsausgang dicht am Gut.
1862 hatte Peeselin 13 Eigentümer, 17 Wohnhäuser und 225 Einwohner in 37 Familien.
1871 hatte der Ort zwei Teilbereiche: a) Colonie - 9 Wohnhäuser mit 17 Haushaltungen und 100 Einwohner, 1867 waren es nur 98. b) Gut - 6 Wohnhäuser mit 13 Haushaltungen und 97 Einwohner, 1867 waren es noch 111. Alle waren Mitglied der evangelischen Konfession.
Im Messtischblatt (MTB) von 1880 ist das Dorf sehr verändert. Das Gut war am südlichen Ortsausgang groß und kompakt neu errichtet, in Richtung Teich war das Herrenhaus in einem größeren Park gebaut. Das Dorf lag geschlossen an der Straße, war aber als Sackgassendorf ausgebildet. In der westlichen Teichsenke befanden sich mehrere Torfkuhlen. An der 1878 fertiggestellten Teilbahnstrecke Demmin - Stralsund wurde ein Bahnwärtergehöft und eine kleine Ansiedlung gebaut, die zu Peeselin gehörten.
Im Güterverzeichnis von 1905 wurde Preußen (Staatsdomäne) als Besitzer genannt, als Pächter wurde Amtsrat Cares genannt, er bewohnte das Herrenhaus. Das MTB von 1920 zeigt keine Änderungen in der Dorfstruktur.
Von der Bodenreform in der Sowjetischen Besatzungszone war Peeselin betroffen, die vorhandenen landarmen Bauern erhielten zusätzlich Land aus dem enteigneten Gut und die hier jetzt vorhandenen Flüchtlinge errichteten sich nachfolgend Neubauernsiedlungen nördlich und östlich des Ortes. Zu DDR-Zeiten bleibt die Struktur des Dorfes erhalten, nach 1960 waren sicher alle Bauern in einer LPG, aber im Dorf wurde keine Agraranlage errichtet.

Auszug: Urkunde Klosters Reinfeld 1237
Karte 1620

## Wirtschaft und Infrastruktur

### Unternehmen
Ort und Umgebung sind landwirtschaftlich geprägt.

### Verkehr
Östlich des Ortes verläuft die A 20, sie ist über die Anschlussstelle Jarmen zu erreichen. Durch die Gemeinde verläuft die Bahnstrecke Neustrelitz-Stralsund (Berliner Nordbahn) und nördlich die Bundesstraße 110. Peeselin liegt linksseitig der Straße zwischen Burow und Demmin. Die Bahnlinie zwischen Neubrandenburg und Stralsund ist unweit des Dorfes.

## Sehenswürdigkeiten
- Reste des ehemaligen Gutes einschließlich Gutshaus und Park